# 布干维尔旗帜
布干维尔旗帜是巴布亚新几内亚布干维尔自治区的象征之一。旗帜为深蓝底，长宽比例3:2，中间有一个边缘描有24个绿色三角形的黑白同心圆盘，圆盘中间有一个红白相间的头饰“乌佩”。
根据2018年制定的《布干维尔旗帜、徽章和颂歌（保护）法》的说法：旗帜的深蓝色象征海洋，黑色代表布干维尔人的独特的黑色皮肤，红白相间的帽子“乌佩”代表当地男子的传统头饰，在成年仪式上佩戴；而白色则代表了“卡普卡普”，即使用珍珠制成的传统工艺品，“卡普卡普”中的24个绿色三角形象征土地对布干维尔的重要地位。